# Gnathoweisea micula
Gnathoweisea micula är en skalbaggsart som beskrevs av Gordon 1985. Gnathoweisea micula ingår i släktet Gnathoweisea och familjen nyckelpigor. Inga underarter finns listade i Catalogue of Life.